# 刘其人
刘其人（1916年2月9日—1974年1月16日），原名刘德贤，曾用名刘一民。山东省威海市蒲湾村（今属威海经济技术开发区）人。中国人民解放军开国少将。

## 生平
生于中农家庭。自幼丧母。1931年考入荣成县风山高小读书。1933年考入文登第七乡村师范读书，该校地下党负责人为刘家语（谷牧）。1934年9月在校时入党。1936年考入济南第一师范。1936年11月去北平寻找党组织，后到山西阎锡山的军训团学习，接上党组织关系后，1937年4月进入延安抗大二期学习。1937年12月提前毕业。回山东在新泰、莱芜、蒙阴交界处以八路军特派员的名义，组建了200多人的“八路军山东人民抗日游击第4支队”，任指导员、教导员。1938年6月编入八路军山东纵队4支队2团，任团政治处主任。1938年10月调到山东省第三区行政督察专员公署专员兼山东省第三行政区保安司令张里元处（驻费县）工作，任该部保安第二旅政治部主任兼中共工委书记（保安第二旅第十九团就是八路军115师苏鲁支队，沿革为教导2旅5团、鲁南5团、山东第8师第23团、华野三纵八师23团、22军65师195团）。1939年6月任八路军山东纵队后方政治部暨山东省委地方工作部主任。1940年1月组建山东纵队第9支队暨鲁中区，任政委。1940年10月任山东纵队第3旅政委，坚持清河平原的抗日游击战争。1942年2月任八路军清河军区副政委。1944年初任渤海军区副政委兼渤海区行署主任。
抗战胜利后按照中央军委1945年9月28日的电报指示，渤海军区主力部队进入东北，“背靠海兰泡，以嫩江、龙镇、克山为后方，布置于松花江及哈尔滨至呼伦铁道以北广大地区”。1945年10月5日刘其人率渤海军区主力部队3个团改编的山东七师独立旅（旅长王兆相，政委陈德，副旅长刘贤权，参谋长陈欣，政治部主任相炜）从黄骅县出发，5500人，渤海军区副政委兼行署主任刘其人随独立旅行动，负全面责任。在当时的来往电文中称为“渤海新编师”、“刘其人师”或“刘其人部”。该部经静海、杨柳青、武清到达玉田，10月22日至丰润时，接到中央军委急电，令“立即星夜兼程开古北口、承德之线，其任务为歼灭由北平进攻承德之顽军”。此前的10月18日起，晋察冀军区和晋绥军区主力西出发起绥远战役，冀热辽东线兵力空虚；而北平集结了国军3个军、8个师，可能向承德发起进攻。10月28日，中央作出了保卫承德的部署，并成立冀热辽军区，以肖克为司令员、李运昌为副司令员，程子华为政治委员，同时成立晋察冀第二野战军，渤海军区独立旅被编入晋察冀第二野战军序列为赵尔陆热河纵队第一旅，此时该旅的旅部机关才真正开始组建。10月28日，中央军委又电催刘其人：“即取捷径，到达热河承德，任务为配合热河部队粉碎国民党从北平向古北口、承德之进攻”。刘其人、王兆相率部于1945年11月初赶到古北口，构筑了阻击战阵地。刘其人、王兆相从承德赶回古北口的旅部时，接到已带领山东七师抵达山海关的杨国夫的电报，要求独立旅不要滞留热河，应尽快前往东北。刘、王将独立旅已编入晋察冀第二野战军的情况电告杨国夫。杨国夫没有复电，而是请东北人民自治军总部给肖克、程子华发电报，催促独立旅出发。肖克、程子华只好同意放独立旅开赴东北。
1946年1月上旬，独立旅正待出发时，国军从西（古北口）、南（喜峰口）、东（平泉县）三个方向进攻承德。平泉最为危急。此处守军为新组建的第十二、第十四旅，战斗力不强，杨得志、苏振华纵队只有一旅两团赶到平泉。鉴于形势紧张，肖克、程子华急令独立旅暂不出发，打完这一仗再走。此时，刘其人和副旅长刘贤权已离开部队前往东北，旅长王兆相和政委陈德只好请示东北民主联军总部并抄杨国夫：是否可以按冀热辽军区要求，打完这一仗再走？杨国夫立即回了电报，不同意独立旅接受作战任务，理由是“独立旅一旦参战，势必会有伤亡，伤员如何处理？冀热辽军区的形势短时间内不会趋于平缓，独立旅很可能会被长期留在热河，再也到不了东北。” 平泉保卫战打得很艰苦。中共中央则要求冀热辽军区在国共签署的停战令生效前“死守平泉、凌源、承德，不得退让”。战后，独立旅损失很大，部队状态非常不好。东北局在致中央的电报中：留在热河的刘其人部5000余人，“只剩3500人，生活苦，情绪下降，逃亡严重，上下普遍酝酿与七师会合”。王兆相带独立旅开赴哈西军分区，同杨国夫率领的第七师合兵一处，参加哈西地区作战、攻占“三肇”、1946年长春进攻战役、保卫四平、三下江南等战役战斗。
刘其人1947年10月任东北民主联军第六纵队副政委兼政治部主任。1948年5月任东北军政大学上级干部大队政委。1948年年12月任东北军政大学政治部主任。
1949年后，任中南军政大学副政委，天水第一高级步兵学校政委、武汉第四高级步兵学校政委。1953年任总政治部副秘书长，1956年任总政组织部长。
1955年9月，被授予少将军衔。。荣获八一奖章，一级独立自由勋章，一级解放勋章。1956年当选为中共八届中央监察委员会候补委员。
1960年受谭政牵连，被降职为总政组织部副部长，行政降一级，党内警告处分。
1974年1月16日，在泰安逝世，时年58岁。
1979年3月，中共中央、中央军委批转了总政治部《关于为“谭政反党集团”冤案彻底平凡的决定》，对刘其人恢复名誉。

## 其他
妻子夏明  